# La gente che sogna
| Recensione | Giudizio |
| ---------- | -------- |
| Ondarock   | 7.5/10   |
| Rockit     | Positivo |
| Rockol     | 8/10     |
| Noisy Road | 10/10    |

La gente che sogna è il terzo album in studio del cantautore italiano Lucio Corsi, pubblicato il 21 aprile 2023.

## Tracce
Testi e musiche di Lucio Corsi (tranne dove indicato).
1. Radio Mayday – 3:36 (Lucio Corsi/Tommaso Ottomano)
2. Astronave giradisco – 3:02 (Lucio Corsi e Tommaso Ottomano)
3. Magia nera – 2:30 (Lucio Corsi/Tommaso Ottomano)
4. La gente che sogna – 3:04 (Lucio Corsi/Tommaso Ottomano/Iacopo Nieri)
5. Orme – 3:12
6. La bocca della verità – 3:45
7. Glam Party – 2:21
8. Danza classica – 3:32
9. Un altro mondo – 2:45

Durata totale: 27:47

## Classifiche
| Classifica (2025) | Posizione massima |
| ----------------- | ----------------- |
| Italia            | 37                |